# أوليفر هورن
أوليفر هورن (بالإنجليزية: Oliver Horn)‏ هو لاعب كرة الماء أمريكي، ولد في 22 مايو 1901 في سانت لويس في الولايات المتحدة، وتوفي في 10 أكتوبر 1960.

## وصلات خارجية
- أوليفر هورن على موقع اللجنة الأولمبية الدولية (الإنجليزية)
- أوليفر هورن على موقع أوليمبيديا (الإنجليزية)